# Моріс Ґібб
Моріс Ернест Ґібб (англ. Maurice Gibb, 22 грудня 1949, Дуглас, о. Мен — 12 січня 2003, Маямі-Біч, США) — британський поп-музикант, учасник гурту Bee Gees, автор пісень і виконавець. Лауреат премії Греммі.

## Біографія
Народився у родині музиканта Г'ю Ґібба на о. Мен. Мав старших сестру Леслі та брата Баррі і брата-близнюка Робіна. Пізніше в родині народився ще один син – Енді.
У віці 5 років Моріс розпочав свою музичну кар'єру в 1955 році в Манчестері, Англія.
В серпні 1958 року родина переїхала до Австралії.
У 1959 році три брати — Баррі, Робін та Моріс створили групу, яка отримала назву Bee Gees і стала однією з найуспішніших в історії поп-музики.
У березні 1960 року дебютували на австралійському ТБ. У 1967 році після підписання контракту в Англії пісні групи потрапили в 20ку хіт-парадів США та Британії.
Моріс був гітаристом, бас-гітаристом, клавішником, також основним вокалістом треків «Lay It on Me», «Country Woman», «On Time» і «You Know It's For You», автором пісень, актором. Узяв участь у написанні 19 хітів групи.
У 2002 році разом з Баррі та Морісом отримав титул СВЕ (командора ордена Британської імперії)
Мав проблеми з алкоголем, але зміг перебороти залежність завдяки програмі Анонімні алкоголіки.
Раптово помер у віці 53 років перед операцією з приводу перекрута тонкої кишки. На момент смерті працював над новим матеріалом зі своїм братом Баррі та співаком Майклом Джексоном.